# Sacrificio de animales

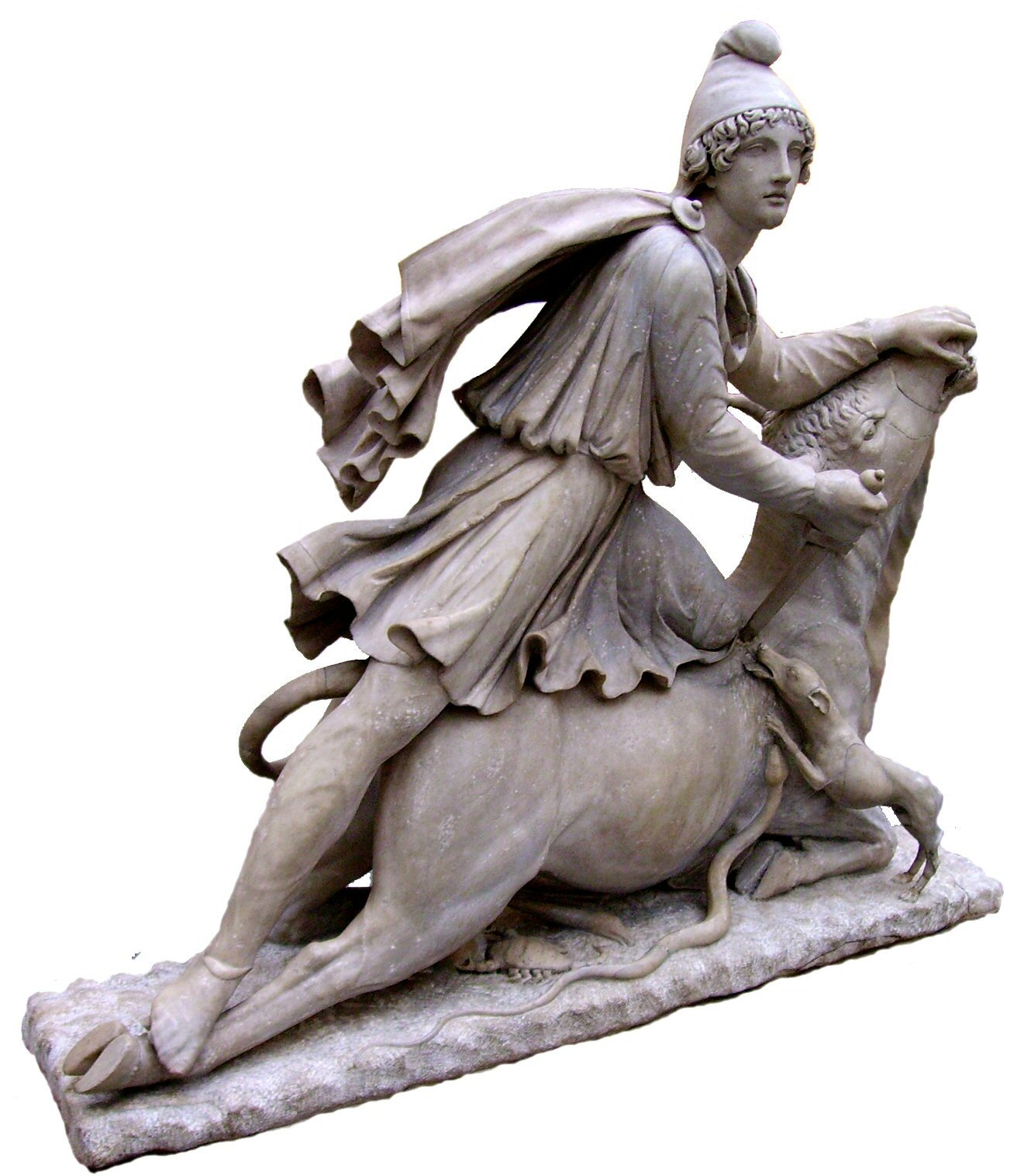
Tauroctonía de Mitra (Museo Británico, Londres).

El sacrificio de animales es la matanza ritual de un animal como parte de una religión. Se practica como un medio de satisfacer al dios o a los dioses, así como también, cambiar el curso de la naturaleza. El sacrificio animal puede encontrarse en casi todas las culturas, desde los hebreos a los griegos y romanos y desde los incas, mayas y aztecas (mexicas) hasta los yoruba.

## Historia

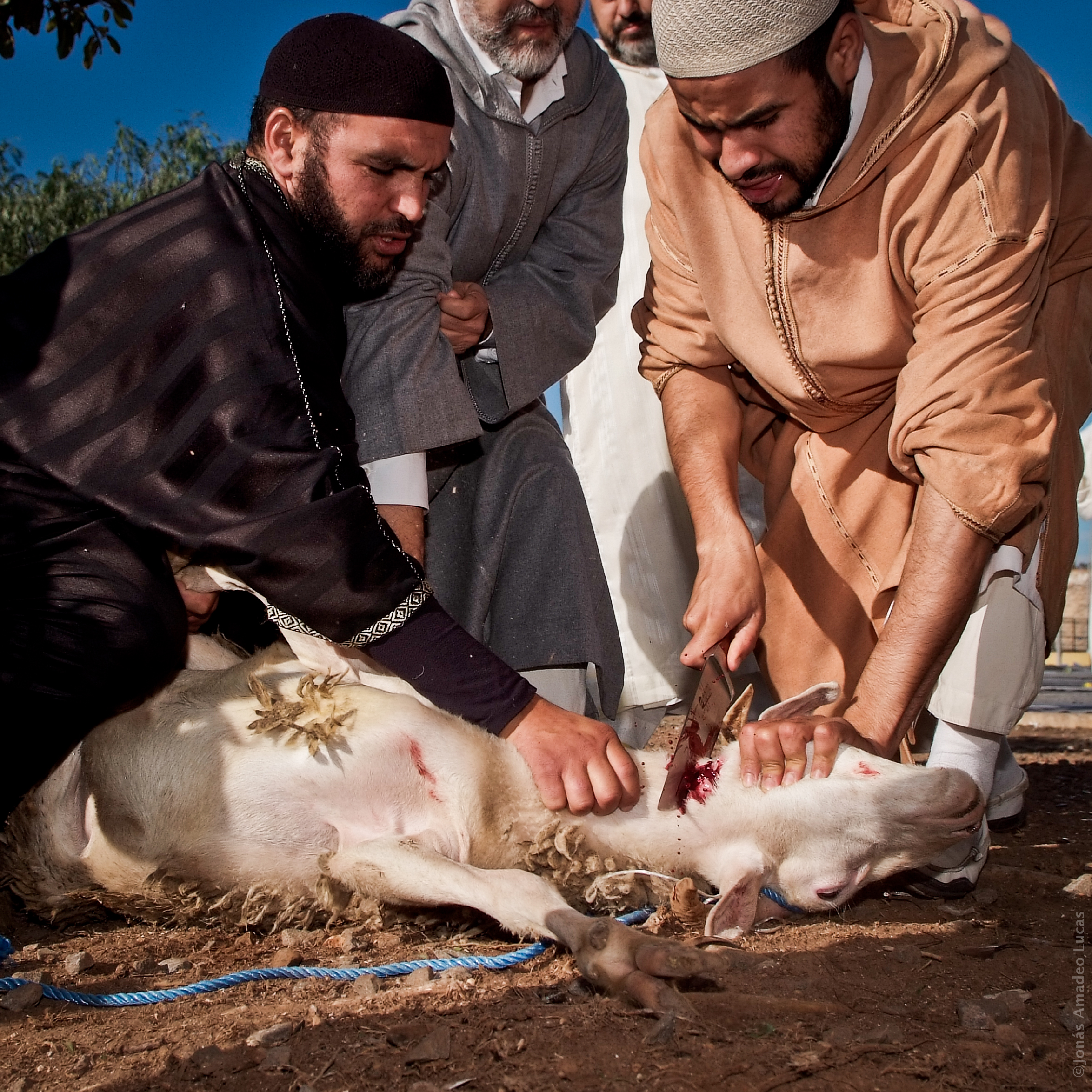
Sacrificio de un cordero en el Eid al-Adha (Celebración del Sacrificio), la festividad mayor de los musulmanes.

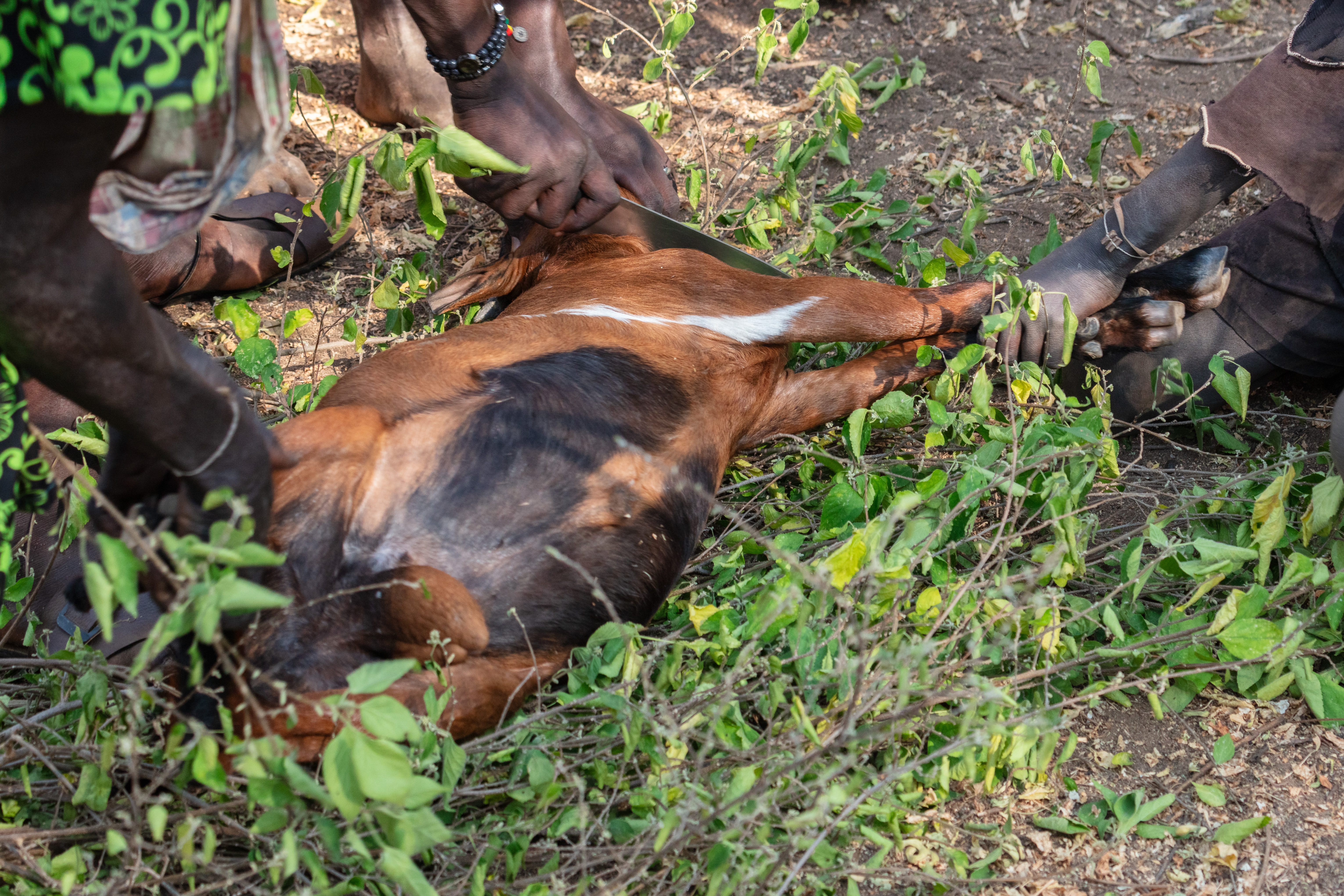
Sacrificio de una cabra en Sudán del Sur como muestra de gratitud.

Se evidencian restos de antiguos rituales de sacrificio animal en muchas culturas. Por ejemplo, en el toreo español y el kapparot del judaísmo, o prescripciones rituales para procedimientos de matanza como el shojet o dhabihah. Matar corderos de forma ritual es una práctica frecuente en el islam, consumiéndose su carne, en lugar de quemarla. En el judaísmo, hay una variedad de ofrendas de sacrificio descritas y ordenadas comúnmente de animales en la Torá, pero no se practican tras ser destruido el templo de Jerusalén.
En la Antigüedad, los sacrificios animales eran habituales en Oriente Próximo, así como en algunas islas del Mediterráneo. Por ejemplo, la cultura minoica de Festos en Creta revela cuencos para el sacrificio de animales que datan del periodo 2000 a 1700 a. C. También está constatado entre los antiguos aborígenes canarios.
En el cristianismo, aunque no forma parte de la doctrina, algunas comunidades cristianas rurales han seguido sacrificando animales y en el Nuevo Testamento hay referencias a sacrificios de animales, como en los parientes de Jesús que sacrificaron dos palomas (siguiendo las leyes hebreo-judías: Evangelio de Lucas, 2:24) y el apóstol Pablo llevando a cabo un voto hebreo-judío (posiblemente nazirita), tiempo después de la muerte de Cristo (Hechos de los Apóstoles, 21:23-26). A Jesucristo se le llama, por sus apóstoles, «el cordero de Dios», al que apuntaban todos los sacrificios (Hebreos, 10).
En el islam, los musulmanes que participan en el Hach están obligados a sacrificar un cordero, cabra, vaca o camello durante la celebración del Eid al-Adha (Celebración del Sacrificio); en el hinduismo, las prácticas de sacrificio de animales se asocian principalmente con el shaktismo y se practica regularmente en las religiones africanas y afroamericanas tradicionales.
En México se practica el sacrificio en la santería, la actual y única creencia que aun realiza este tipo de actos en el país, a pesar de que no es originaria.

## Polémica
En virtud de las leyes aprobadas por sus respectivos parlamentos, a partir del 1 de enero de 2019 en Flandes y del 1 de septiembre del mismo año en Valonia quedaron prohibidos los rituales religiosos en la matanza de animales (a partir de esas fechas sería obligatorio dar muerte a los animales con aturdimiento previo, tal como habían venido exigiendo las organizaciones animalistas), lo que levantó las protestas de las comunidades judías y musulmanas. "Es un día triste para los judíos en Europa, un día triste para la libertad religiosa en Europa", afirmó el presidente de los rabinos europeos, Pinchas Goldschmidt.